# Saint-Pair-sur-Mer
Saint-Pair-sur-Mer è un comune francese di 3 928 abitanti situato nel dipartimento della Manica nella regione della Normandia. Fa parte del cantone di Granville, nella circoscrizione (arrondissement) di Avranches. Nella sua chiesa parrocchiale sono contenute le reliquie di san Paterno di Avranches.

## Società

### Evoluzione demografica
Abitanti censiti